# Lehigh Valley Ironpigs
Lehigh Valley Ironpigs, av klubben skrivet Lehigh Valley IronPigs, är en professionell basebollklubb som spelar i International League, en farmarliga på den högsta nivån (AAA) under Major League Baseball (MLB). Klubben är hemmahörande i Allentown i Pennsylvania i USA, men är uppkallad efter Lehigh Valley som i sin tur är uppkallad efter Lehighfloden, en biflod till Delawarefloden.
Moderklubb är sedan 2007 Philadelphia Phillies.

## Historia

### Ottawa Lynx
Klubben grundades 1993 i Ottawa i Ontario i Kanada och fick namnet Ottawa Lynx (lynx betyder lodjur). Klubben var en av två nya klubbar (så kallade expansion teams) i International League och var ligans enda klubb i Kanada.
Man vann sitt enda ligamästerskap 1995.
Efter 2007 års säsong flyttade klubben till Allentown i Pennsylvania i USA. Orsaken till flytten var bland annat de dåliga publiksiffrorna under de sista åren i Ottawa.

### Lehigh Valley Ironpigs
Redan 2003 började ansträngningarna att få en farmarklubb i baseboll till Lehigh Valley-området, men det var inte förrän 2006 som ett avtal kunde skrivas på och inte förrän 2008 som klubben kunde börja spela i sin nya hemstad Allentown.
Klubben har fått ett mycket gott mottagande eftersom de allra flesta i trakten håller på moderklubben Philadelphia Phillies. Det är också en fördel för Phillies att ha sin högsta farmarklubb nära Philadelphia istället för i Kanada. Allentown ligger bara cirka 100 kilometer från Philadelphia.

## Hemmaarena
Hemmaarena är sedan flytten till Allentown Coca-Cola Park, som började byggas 2006 och blev klar till säsongsstarten 2008.
I Ottawa spelade klubben i Lynx Stadium, som numera heter Ottawa Baseball Stadium. Att arenan byggdes var en av förutsättningarna för att klubben skulle placeras i Ottawa.

## Övrigt
Smeknamnet Ironpigs kommer av pig iron (tackjärn) och ska påminna om traktens järnindustri.